# Evelina Tsvetanova
Evelina Tsvetanova est une ancienne joueuse bulgare de volley-ball née le 22 avril 1974 à Sofia. Elle mesure 1,80 m et jouait au poste de passeuse. 

## Clubs
| Club                    | De        | À         |
| ----------------------- | --------- | --------- |
| Levski Siconco          | 1992-1993 | 2000-2001 |
| TV Creglingen           | 2001-2002 | 2001-2002 |
| Universal Carpi         | 2002-2003 | 2002-2003 |
| Levski Siconco          | 2003-2004 | 2003-2004 |
| Kazanotchka Kazan       | 2004-2005 | 2004-2005 |
| Cajasur Córdoba         | 2005-2006 | 2005-2006 |
| Universitat de Valencia | 2006-2006 | 2006-2006 |
| Muszynianka Muszyna     | 2007-2007 | 2007-2007 |
| Karşıyaka İzmir         | 2007-2008 | 2007-2008 |
| Anorthosis Famagusta    | 2008-2009 | 2008-2009 |
| Rabita Bakou            | 2009-2010 | 2009-2010 |
| VK Voronej              | 2010-2011 | 2010-2011 |
| Nilüfer Belediye        | 2011-2012 | 2012-2013 |

## Palmarès
- Championnat de Bulgarie
  - Vainqueur : 1998, 1999, 2001
- Championnat d'Azerbaïdjan
  - Vainqueur : 2010